# Federação de Futebol da Moldávia
A Federação de Futebol da Moldávia (em romeno: Federaţia Moldovenească de Fotbal, FMF) é o órgão que governa o futebol na Moldávia. A entidade organiza a liga de futebol, a Divizia Nationala, e a seleção nacional do país. Sua sede fica em Chişinău.